# Eglė
Eglė  è un nome proprio di persona lituano femminile.

## Origine e diffusione

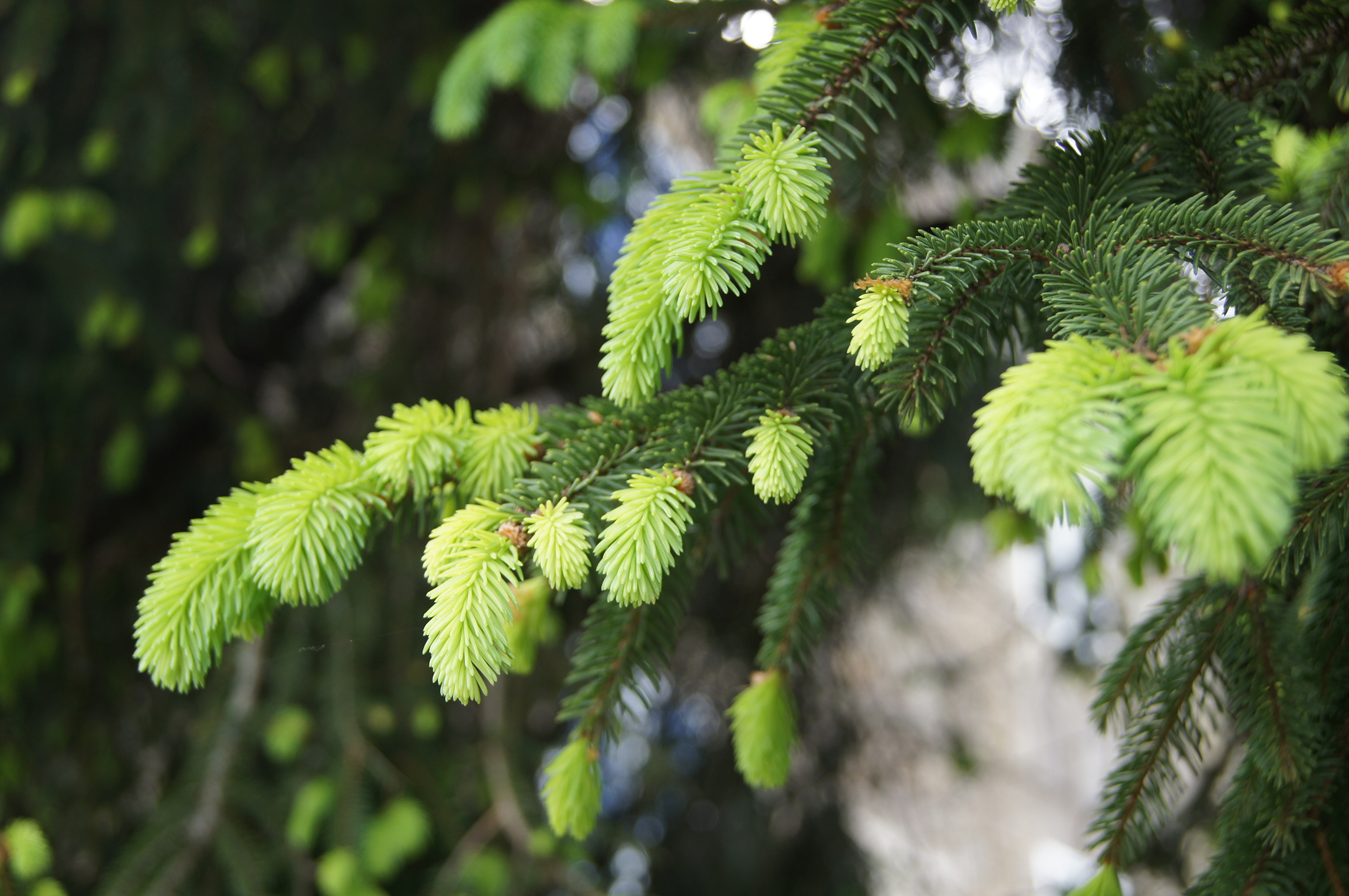
Un ramo di abete rosso (Picea abies) a Negreira

Deriva dal termine lituano eglė, che indica gli abeti e i pecci; è quindi simile per significato al nome ebraico Oren. Nel folklore lituano è portato da una giovane donna che sposò un serpente marino.
Non va confuso con Egle, un nome italiano che è quasi suo omografo.

## Onomastico
Il nome è adespota non essendovi sante che lo abbiano portato. L'onomastico si può festeggiare il 1º novembre per la festa di Ognissanti.

## Persone
- Eglė Balčiūnaitė, mezzofondista lituana
- Eglė Šikšniūtė, cestista lituana
- Eglė Staišiūnaitė, ostacolista lituana
- Eglė Šulčiūtė, cestista lituana
- Eglė Žygelytė, cestista lituana